# Großsteingräber bei Zichtau
Die Großsteingräber bei Zichtau waren zwei mögliche megalithische Grabanlagen der jungsteinzeitlichen Tiefstichkeramikkultur bei Zichtau, einem Ortsteil von Gardelegen im Landkreis Stendal, Sachsen-Anhalt. Beide wurden wohl spätestens im 19. Jahrhundert zerstört. Beschreibungen zu den Anlagen liegen nicht vor, ihre mögliche Existenz ist nur durch die Bezeichnungen „Steinberg-Stücken“ und „Steinberge“ auf einem historischen Messtischblatt belegt.